# Moguer (kommunhuvudort)
Moguer är en kommunhuvudort i Spanien.   Den ligger i provinsen Provincia de Huelva och regionen Andalusien, i den sydvästra delen av landet, 400 km sydväst om huvudstaden Madrid. Moguer ligger 54 meter över havet och antalet invånare är 19 569.
Terrängen runt Moguer är platt. Runt Moguer är det ganska glesbefolkat, med 47 invånare per kvadratkilometer. Närmaste större samhälle är Huelva, 9,0 km väster om Moguer. Trakten runt Moguer består till största delen av jordbruksmark.